# Oatley
Oatley är en ort i Australien. Den ligger i kommunen Georges River och delstaten New South Wales, i den sydöstra delen av landet, omkring 18 kilometer sydväst om delstatshuvudstaden Sydney. Antalet invånare är 9 531.
Trakten är tätbefolkad. Närmaste större samhälle är Sydney, omkring 19 kilometer nordost om Oatley. 
Runt Oatley är det i huvudsak tätbebyggt. Genomsnittlig årsnederbörd är 1 507 millimeter. Den regnigaste månaden är juni, med i genomsnitt 232 mm nederbörd, och den torraste är juli, med 39 mm nederbörd.